# Charlie Faulkner
Pour les articles homonymes, voir Faulkner.
Pas d'image ? Cliquez ici

a Compétitions nationales et continentales officielles uniquement.

b Matchs officiels uniquement.
Dernière mise à jour le 28 janvier 2025.
Anthony George Faulkner, plus connu sous le nom de Charlie Faulkner, né le 27 février 1941 à Newport et mort le 9 février 2023, est un joueur de rugby à XV, qui a joué avec l'équipe du pays de Galles de 1975 à 1979, évoluant au poste de pilier. Avec Bobby Windsor et Graham Price il formait une première ligne légendaire de Pontypool RFC.

## Carrière
Il a disputé son premier test match le 18 janvier 1975, contre l'équipe de France, et son dernier test match fut aussi contre la France, le 17 février 1979. Faulkner a disputé un match avec les Lions britanniques en 1977.

## Palmarès
- Vainqueur du Tournoi des Cinq Nations en 1975, 1976, 1978 et 1979
- Grand Chelem en 1976 et 1978

## Statistiques en équipe nationale
- Sélections en équipe nationale : 19
- Sélections par année : 5 en 1975, 4 en 1976, 7 en 1978, 3 en 1979
- Tournois des Cinq Nations disputés : 1975, 1976, 1978, 1979